# Per-Ola Ljung
Per-Ola Micael Ljung, född 7 november 1967 i Älmhults församling, är en svensk fotbollstränare och tidigare fotbollsspelare som senast tränade Trelleborgs FF. 
Ljung började spela i Hästveda IF innan han gick vidare till IFK Hässleholm. Därefter gick flyttlasset till Helsingborgs IF. Ljung kom att spela hela 513 matcher för HIF. Han avrundade sin karriär som spelare i Landskrona BOIS. Han har varit allsvensk tränare i Örebro SK och Helsingborgs IF.

## Spelarkarriär
Per-Ola Ljung kom till Helsingborgs IF från IFK Hässleholm 1988. HIF låg då i Division 2 Södra och hade inte spelat i Allsvenskan på 20 år. Dock började klubben vid denna tidpunkt att klättra i seriesystemet. I klubben kom han att för det mesta att spela som högerback, men ibland även som yttermittfältare på samma kant. Han var en löpstark och teknisk spelare. Inför säsongen 1990 avancerade HIF till Division 1 Södra och säsongen 1992 gick klubben upp till Allsvenskan efter att ha vunnit kvalet mot IFK Sundsvall. 
År 1995 var Ljung med att ta stora silvret till klubben genom en andraplacering i ligan. Den första titeln med klubben kom 1998, då man vann Svenska Cupen. Samtidigt tog man ännu en andraplats i Allsvenskan. Halvvägs genom säsongen 1999 valde Ljung att dra sig tillbaka. Denna säsong vann klubben guld i Allsvenskan, men Ljung fick dock ingen medalj på grund av för få spelade matcher. Med 513 spelade matcher totalt är han en av de som spelat flest matcher i Helsingborgs IF genom tiderna, och han är en av tio medlemmar i den så kallade 500-klubben (2012), en hedersbetygelse till de spelare som spelat mer än 500 matcher. 
Meningen var att Ljung skulle sluta helt som aktiv fotbollsspelare, men hans förre tränare i HIF, Reine Almqvist, lyckades dock övertala honom att komma tillbaka till fotbollen. Han kom därför att spela i Landskrona BoIS och var med om att ta upp även detta lag i Allsvenskan inför säsongen 2002.

## Tränarkarriär
Efter tiden i Landskrona tränade Ljung under 2004 Division 5-laget Torns IF och året därefter tog han över som tränare för Helsingborgs Södra BIS. År 2006 återvände Ljung till Helsingborgs IF som tipselittränare och han blev senare assisterande tränare för A-laget under först Bosse Nilsson och sedan Conny Karlsson. Under sin tid i klubben gick han Svenska Fotbollförbundets tränarutbildning och innehar ett UEFA Pro Diploma. Tillsammans med Karlsson var Ljung med om att ta fem titlar med laget under en tvåårsperiod: Svenska cupen 2010, Supercupen 2011, SM-guld 2011, Svenska cupen 2011 samt Supercupen 2012. Den 4 juni 2012 fick han dock lämna klubben.
Tidigt i juni 2012, då Örebro SK låg sist i Allsvenskan efter 12 omgångar och inte hade en enda seger dittills under säsongen, gjorde sig klubben av med sin finska tränare Sixten Boström. Per-Ola Ljung rekryterades som ny tränare med målsättningen att hindra att laget trillade ur Allsvenskan. Detta misslyckades, men Ljung ledde sedan laget till en andra plats i Superettan 2013 och uppflyttning till Allsvenskan 2014. Ljung tränade ÖSK till juni 2014,. då han presenterades som ny tränare för Superettanlaget Gais.
27 november 2016 presenterades Ljung som ny tränare för Helsingborgs IF, som just ramlat ur Allsvenskan. Han ledde klubben till seger i Superettan 2018, men i juni 2019 fick han lämna uppdraget efter en svag start i Allsvenskan. december 2022 presenterades han som ny huvudtränare för Trelleborgs FF. Han fick sparken i maj 2023.

## Klubbar som spelare
- Hästveda IF (moderklubb)
- IFK Hässleholm
- Helsingborgs IF (1988–1999)
- Landskrona BoIS (2000–2002)

## Klubbar som tränare
- Torns IF (2004)
- Helsingborgs Södra BIS (2005–2006)
- Helsingborgs IF, assisterande (2007–2012)
- Örebro SK (2012–2014)
- Gais (2014–2015)
- Helsingborgs IF (2017-2019)
- Trelleborgs FF (2023)[10]

### Webbkällor
- Per-Ola Ljung på Svenska Fotbollförbundets webbplats
- ”500-klubben – En exklusiv HIF-klubb”. Helsingborgs IF. Arkiverad från originalet den 1 november 2014. https://web.archive.org/web/20141101072803/http://www.hif.se/standardpage.aspx?id=5cca131b-51d7-40f4-acbc-2907369e0658. Läst 9 juni 2012.